# Beata Stremler
Beata Stremler (ur. 13 września 1984 w Warszawie) – polska zawodniczka Grand Prix ujeżdżenia.
Reprezentowała Polskę na Letnich Igrzyskach Olimpijskich 2012 w Londynie w ujeżdżeniu drużynowym (8. miejsce) i indywidualnym (38. miejsce) na koniu Martini. Jej trenerem jest Antonie de Ridder.
Do jej największych osiągnięć należą: 12. miejsce na Mistrzostwach Europy oraz zdobycie tytułu mistrzyni Polski w roku 2011. Zawodniczka klubu Gut Auric Riding Club .
W 2024  roku koń FairPlay został sprzedany do Niemiec, co wykluczyło Beatę Stremler z wyboru do kadry olimpijskiej Polski z tym koniem na Letnie Igrzyska Olimpijskie w Paryżu w 2024 roku.